# Akarmara
Akarmara (abchazsky Аҟармара nebo Акармара, gruzínsky აკარმარა – Akarmara) je opuštěná, rozpadající se hornická obec v Abcházii, jež se v současnosti nachází coby město duchů na území okresu Tkvarčeli. Obec spadala do katastru města Tkvarčeli, vzdáleného zhruba 9 km západním směrem. Akarmara se nachází v údolí mezi Kodorskými horami a hřebenem Rečšcha, kterým proudí řeka Aaldzga.

## Historie
Do 20. let 20. století bylo území Akarmary téměř neobydlené a spadalo pod obec Tkvarčal. Akarmara byla založena v roce 1938 jako samostatné sídlo městského typu pro ubytování horníků, kteří těžili uhlí v okolních horách. V roce 1942 byla Akarmara administrativně sloučena s městem Tkvarčeli. V Akarmaře vyrostlo množství honosných činžovních domů, které navrhli a vystavěli zajatí vojáci Nacistického Německa ve stylu neoklasicismu. Akarmara se tak vymykala typickým sovětským hornickým městům, neboť architektonický styl jejích budov byl čistě západoevropský.
Brzy po této výstavbě přibyly budovy školy, nemocnice, obchodního domu, kulturního střediska a lázeňská sanatoria pro 400 osob, neboť se nedaleko nachází prameny sirnatých minerálních vod, zvaných Abaranské vody, a také radonové vody. Tím se z Akarmary stalo prestižní místo k bydlení, i přes svou odlehlost. Do Akarmary byla přivedena i železnice. Ještě v 70. letech 20. století žilo v Akarmaře 5 tisíc obyvatel.
Během války v Abcházii v letech 1992 až 1993 drtivá většina obyvatel z Akarmary uprchla z Abcházie, neboť se Akarmara spolu s Tkvarčeli a okolím ocitla ve vojenské blokádě trvající 413 dní a byla bombardována gruzínskými vojsky. Většina průmyslových objektů v Akarmaře i značná část zdejších činžovních domů byla zničena a silnice vedoucí do Akarmary byla také zasažena bombami. Po válce již ve vylidněné a zničené Akarmaře nikdo nechtěl bydlet kromě několika starých osob, které neměly kam jinam jít, a tak celá obec brzy zarostla zelení. Zbylé budovy od té doby chátrají a rozpadají se pod tíhou zeleně, jež prorůstá okny i střechami. V Akarmaře začali žít místo lidí jen divoká prasata, zdivočelé krávy a toulaví psi. Koleje železniční trati vedoucí z Tkvarčeli do Akarmary byly vytrhány, trať zrušená a železniční most přes Aaldzgu je v havarijním stavu.
V posledních letech se do Akarmary přece jen vrátilo několik rodin, dohromady celkem 36 osob, žijících v jediném domě, který má novou střechu. Avšak dle návštěvníků bývalého městečka, kteří vyhledávají takováto místa, připomínají tito lidé duchy z města duchů. Z nařízení abchazské vlády byla započata rekonstrukce koupelí v sirnatých abaranských vodách, avšak ta se netýká samotné Akarmary.